# Зебуџ
Зебуџ (малт. Żebbuġ, званично Città Rohan) је један од 11 званичних градова на Малти. Зебуџ је истовремено и једна од 68 општина у држави.
Зебуџ је на Малти познат по узгајању маслина, које су данас симбол града.

## Природни услови
Град Зебуџ се сместио у средишњем делу острва Малта и удаљен је од главног града Валете 9 километара југозападно.
Насеље се развило на источној обали Велике луке, најважнијег залива на острву, на омањем полуострву. Подручје града је величине 8,7 км², са покренутим тереном (85-105 м надморске висине).

## Историја
Подручје Зебуџа било је насељено још у време праисторије и било је активно у старом и средњем веку, али није имало већи значај до 18. века.
Данашње насеље вуче корене од велике опсаде острва од стране Турака 1565. године. После тога владари Малте, Витезови светог Јована су изградили на овом месту утврђено насеље (за звањем града од 1772. године), чији се обим није много мењао током каснијих епоха и владара (Наполеон, Велика Британија).
Град је веома страдао од нацистичких бомбардовања у Другом светском рату, али је после тога обновљен.

## Становништво
Становништво Зебуџа је по проценама из 2008. године бројало нешто преко 12,8 хиљада становника. Више малтешких насеља која немају звање града су већа од њега.

## Галерија
- Општина Зебуџ
- Црквена светковина у Зебуџу